# Bernartice (ort i Tjeckien, Mellersta Böhmen)
Bernartice är en ort i Tjeckien.   Den ligger i regionen Mellersta Böhmen, i den centrala delen av landet, 70 km sydost om huvudstaden Prag. Bernartice ligger 410 meter över havet och antalet invånare är 227.
Terrängen runt Bernartice är platt. Runt Bernartice är det ganska glesbefolkat, med 28 invånare per kvadratkilometer. Närmaste större samhälle är Vlašim, 16,9 km väster om Bernartice. Omgivningarna runt Bernartice är en mosaik av jordbruksmark och naturlig växtlighet.